# ويستفورد مقاطعة ريتشلاند (ويسكونسن)
ويستفورد، مقاطعة ريتشلاند (بالإنجليزية: Westford, Richland County, Wisconsin)‏ هي بلدة تقع بولاية ويسكونسن في الولايات المتحدة. تبلغ مساحتها 90.5 (كم²)، وترتفع عن سطح البحر 357 م، بلغ عدد سكانها 594 نسمة في عام 2000 حسب إحصاء مكتب تعداد الولايات المتحدة وتصل الكثافة السكانية فيها 6.6 نسمة/كم2.

## وصلات خارجية
- The US50 - Cities and Towns in Wisconsin State
- Wisconsin Cities and Towns, Facts, Map, Flag, Colleges, Government, and More